# Шматова, Евдокия Васильевна
Евдокия Васильевна Шматова (1887 год, село Мерке, Туркестанский край — ?) — колхозница, Герой Социалистического Труда (1948).

## Биография
Родилась в 1887 году в селе Мерке (сегодня — Меркенский район, Жамбылская область).
До коллективизации сельского хозяйства работала по найму (батрачила).
В 1930 году вступила в колхоз «Новый путь» Меркенского района, где она первоначально работала дояркой. В 1943 году была назначена звеньевой свекловодческого звена.
В 1946 году свекловодческое звено под управлением Евдокии Шматовой выполнило план на 213 %. В 1947 году звено собрало по 720 центнеров сахарной свеклы с каждого гектара засеянного участка. За этот доблестный труд она была удостоена в 1948 году звания Героя Социалистического Труда.
В 1949 году ушла на пенсию.

## Награды
- Герой Социалистического Труда (указ от 28 марта 1948);
- Орден Ленина (28 марта 1948);
- Медаль «За трудовую доблесть» (11 апреля 1949);